# Домик келаря
Домик келаря — двухэтажная хозяйственная постройка «Г»-образной формы второй половины XVII века на территории Кирилло-Белозерского монастыря. Среди других зданий выделяется хорошо сохранившимся декором на южном фасаде, проездной аркой, ризалитом в северо-восточной части.

## Описание
Здание представляет собой двухэтажную постройку в форме буквы «Г» (ризалит в северо-восточной части) с аркой проезда с севера на юг на первом этаже. На первом этаже располагались кельи, на втором — 6 (7) небольших кладовых. Крыша — вальмовая, до последней[когда?] реставрации была крыта чёрным железом, после неё тёсом. По состоянию на 2007 год не было слуховых окон и системы водосбора. Здание построено из большемерного кирпича. Проезд имеет деревянные ворота, созданные в 1960-х годах по подобию существующих в Святых вратах. Первый этаж составляют два помещения, имеющие отдельные входы, каждое из которых состоит из двух комнат, в каждом имеется печь, восьмигранные трубы которых выходит на крышу. Вход в западное помещение находится (и находился) в западном фасаде здания, в восточное — в восточной стене проездной арки. Второй этаж разделён на 7 небольших кладовых-«палаток» с дверями в общий коридор. Все палатки, кроме расположенной в ризалите имеют по одному окну на южную сторону. Ризалитная палатка окон не имеет. Коридор проходит вдоль северного фасада и освещается пятью окнами, выходящими, соответственно на Поваренные кельи. После реставрации Подъяпольского вход на второй этаж осуществлялся через деревянную лестницу, установленную вдоль северного фасада. Верхняя площадка опиралась на 4 столба из круглого леса. Со зданием крыльцо крепилось затяжкой из стального троса. Крыльцо было покрыто металлической кровлей. Сейчас крыльцо установлено перпендикулярно фасаду. Оно сделано из деревянного бруса и крыто тёсом. Как и раньше это крыльцо является одним из любимых мест туристов, выбираемых ими для фотографий.
Углы основного здания выделяются вертикальными выступами, хорошо заметными на фотографиях галереи. Угол ризалита заканчивается обрывающейся кладкой в северном направлении.

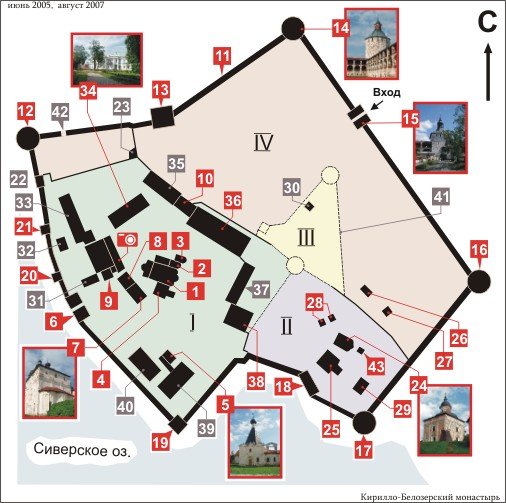
Домик келаря отмечен числом 31

Арка проезда обрамлена с южной стороны (стороны украшенного фасада) валиком из тёсанного кирпича и двумя полукруглыми столбами, как бы вырезанных из общего объёма. Все окна южного фасада обрамлены килевидными наличниками, форма которых, близкая к московским образцам, и позволила датировать памятник последней четвертью XVII века. Подобные наличники присутствуют на втором этаже Казённой палаты — Сушила.
Все помещения и проезд перекрыты коробовыми или сомкнутыми сводами. Пол везде кирпичный с деревянным настилом поверх. Есть связевый каркас из кованой полосы 5×6 см. Есть обрыв продольной полосы на уровне пят сводов второго этажа.
Здание примыкает к Церкви Преображения и Трапезной палате, перекрывая своеобразный «поваренный дворик» от основного монастыря.

## Название
Само название «Домик келаря» не является изначальным и не встречается в литературе до начала XX века. Праве называет его на своём плане «пустопорожние кельи в два этажа внизу с подвалом», Мартынов — «древний домик», в трудах Никольского он именуется «домик с воротами».
На планах начала XIX века (из альбома К. М. Бороздина и плана В. В. Скопина) домик келаря вообще отсутствует.

## Датировка

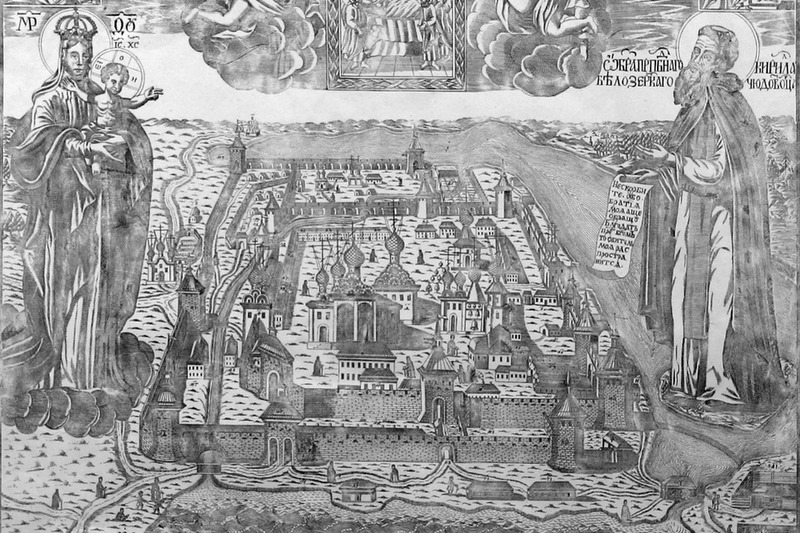
На гравюре 1742 года здания ещё нет

Точная дата постройки домика келаря неизвестна. Традиционная датировка основана на сравнительном анализе декора южного фасада, характерном для второй половины XVII века. На известной гравюре 1742 года Мартына Нехорошевского здания ещё нет, вместо него существуют два отдельных одноэтажных постройки, соединённые воротами. Впервые полное описание памятника встречается в переписных книгах 1773 года: «…о двух апартаментах». Описание здания встречается и в описи 1732—1733 годов : «…три кельи о двух житьях каменные ж крыты тесом, на дворе з большего монастыря ворота створные…» Однако количество помещений в домике келаря гораздо больше трёх, что позволяет усомниться в том, что описываемое здание является дошедшим до нас домиком келаря. Академик Никольский полагал, что памятник сложен из разновозрастных частей. Однако в середине XX века профессор Подъяпольский в ходе натурных изысканий доказал одновременность постройки всех частей здания и датировал его последней четвертью XVII века на основе анализа декора. Исследователи XXI века, склоняются к датировке здания XVIII веком, полагая, что оно было построено в промежутке между 1742 и 1773 годами. Реставратор Попов пришёл к такому выводу на основе анализа обмазочных и покрасочных составов на фасадах. В пользу этого предположения также говорит традиционная для русского севера придержанность канонов строительства, поэтому смена стилистики происходила более замедленно, чем в менее отдалённых местах.

## Реставрация

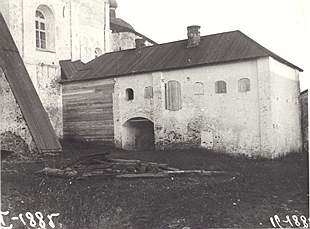
Состояние в конце XIX века

Развитие фотографии позволило оценить состояние памятника к началу XX века. Домик келаря находился в плачевном состоянии. Было большое количество трещин в стенах и сводах. Ризалит почти полностью обрушился, стены деформировались. Крыша и стропила сгнили. Оконные и дверные заполнения были утрачены. Архимандрит Иаков из соображений безопасности был вынужден заложить кирпичом и закрыть щитами все проёмы памятника, так как он не использовался по назначению и пустовал.
Первые серьёзные работы пытался проводить В. В. Данилов в 1920-х годах, однако общая разруха в стране и отсутствие средств не позволили достичь серьёзных результатов. Только в 1938 году удалось отремонтировать крышу, сменив сгнивший тёс, вычистить мусор и раскрыть несколько заложенных проёмов. Однако общее состояние памятника оставалось плачевным, но к реставрации удалось вернуться только после войны. В 1947 году были выполнены обмеры под руководством Главного управления по охране памятников. В 1952—1953 годах С. С. Подъяпольский составил проект реставрации здания после натурных исследований Центральной проектно-реставрационной мастерской Академии архитектуры СССР.
Реставрационные работы на основе этого проекта проводились в 1956—1958 годах (1963—1964 годах) силами Вологодской специализированной научно-реставрационной и производственной мастерской. В ходе работ был восстановлен ризалит по остаткам фундамента, внутри него были восстановлены своды. Фундамент под всем зданием был укреплён. Частично был восстановлен утраченный декор стен и облицовка. Созданы новые заполнения окон и дверей. Отремонтированы дверные колоды. При восстановлении кирпича использовался новый кирпич. Для внешней реставрации, под давлением С. С. Подъяпольского, был использован большемер, который купили после разборки близлежащей церкви Георгия Победоносца. Тёс заменили, однако стропила, судя по всему, оставили старые, от прежней реставрации. Именно в этот период были созданы деревянные ворота. Было также построено крыльцо по остаткам крыльца XIX века вдоль стены.
После этих работ здание было передано районному архиву, поэтому на первом этаже были сложены печи. В южной келье жила семья, которая съехала в 1970-х годах. В 1978 году (1980-х) тёс заменили железной кровлей. Однако из-за соединения листов одним фальцем некоторые из них к середине 2000-х разошлись. Вдоль стен была сделана отмостка из кирпича, скреплённого цементом.
В 1980-х и 1990-х годах в кельях размещались реставраторы в летний период. В 2005 году Кирилло-Белозерский музей решил продолжить использовать памятник таким образом, но создать некоторый комфорт для проживания и отреставрировать здание. ООО «Карэнси», разрабатывавшее данный проект, предложила два варианта, ни один из которых не предусматривал больших вмешательств в облик здания. Был принят вариант с устройством лестницы на второй этаж в ризалите. Однако в рабочем порядке многие разделы дорабатывались и перерабатывались.
Реставрационные работы проводились с 2007 по 2011 год. До начала работ с фундаментом здания были проведены археологические раскопки (руководитель И. В. Папин). После этих раскопок отказались от замены родного фундамента из валунов сложенных насухо в пользу инъектирования и создания обойм. Большинство трещин были вызваны морозным пучением валунных фундаментов. Выявленные усиления фундамента в предыдущую реставрацию были усилены. Выпревшие кирпичи стен были заменены большемером. Отмостка стала булыжной.
В ходе работ выяснилось, что изначальная кровля была на 55 сантиметров ниже существовавшей на момент реставрации. Повышение, по-видимому, относится к XIX веку, так как именно такую кровлю запечатлел Н. А. Мартынов. Стропила — 1930-х годов. Трубы — неизвестно, но к середине XIX века они уже существовали. Были заменены стропила, создана трёхслойная (между нижними слоями тёса положили гидроизоляцию) тёсовая крыша с охлупнем (сосна диаметром 40 сантиметров). Вся древесина была обработана огнебиозащитой. Чердак утеплили изовером. От слухового окна в восточном скате отказались.
В ходе реставрации стен и декоративных деталей были сохранены исторические деформации присутствующие на начало XX века. Ниши и гнёзда от ранее существовавших пристроек заложены кирпичом(следы этих ниш хорошо просматриваются на снимках здания после реставрации). Были выполнены инъектирования и вычинка трещин на фасадах.
Лестница так же выполнена не по первоначальному проекту, повторявшему вариант расположения в XIX веке вдоль стены. Недостатком это варианта было перекрывание света в ряд окон на северном фасаде. Однако так как арка не используется для проезда, то выбрали перпендикулярный вариант. Лестница была сделана из клееного бруса в два марша без стилизации.
С западного входа было сделано крыльцо с металлическим козырьком, для которого были использованы плиты от трапезной палаты. Судя по нишам — здесь имелась некая деревянная пристройка.
Раскраска фасадов в разное время была разная. Для уточнения этого вопроса были взяты пробы для двух независимых экспертиз (ФГУП «Спецпроектреставрация» и в сектор лабораторного анализа ГосНИИ реставрации), давших одинаковый результат. Время от времени фасад были белыми. При других расколеровках основным цветом был жёлтый, красно-кирпичным выделялись детали, оконные ниши были также белые. Былыми были оставлены ризалит, восточный и западный фасады.
Была создана внутренняя кованная металлическая лестница с забежными ступенями в ризалите, так как кладка там была новоделом 1950-х годов. Она была создана для удобства эксплуатации в зимний период. Полы сделаны из плитки под кирпич-большемер по той же причине. Подлинные деревянные конструкции внутри были сохранены, новоделы заменены на копии созданные по технологиям оригинала, для этого же выбирали оригинальные материалам и инструменты. В окна были вставлены стеклопакеты в созданные по технологиям XVIII века косяки. В XVIII веке вместо стёкол были слюдяные оконца.
Так как изначально второй этаж был холодный, возникли ряд проблем по сохранению тепла в зимний период. Ниши от полок были оставлены в первоначальном виде. Обогрев осуществлён с помощью нагревательного кабеля. Дымоходы планировалось использовать для каминов, но в силу чужеродности и малой полезной площади от них отказались, в результате они применяются для вентиляции.
Было создано два санузла: на первом и втором этажах в западной части здания.

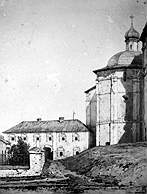
Домик келаря на акварели Мартынова 1860 г.
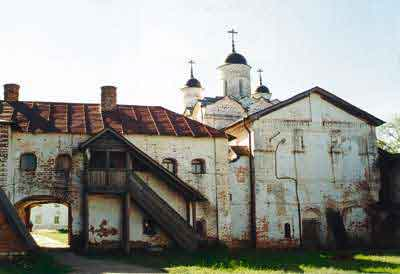
Северный фасад в начале 2000-х годов
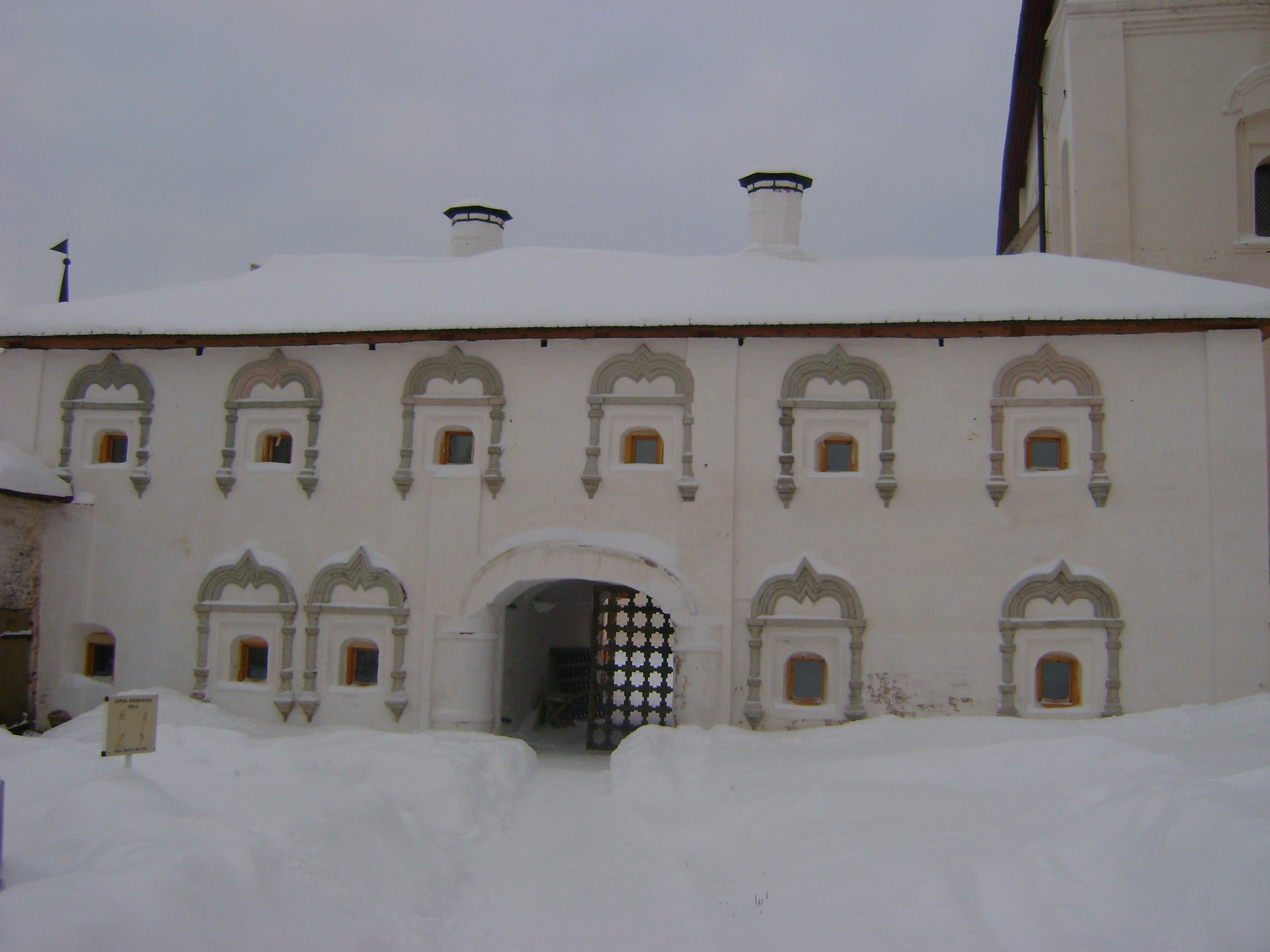
Промежуточная реставрация (зима 2009—2010)
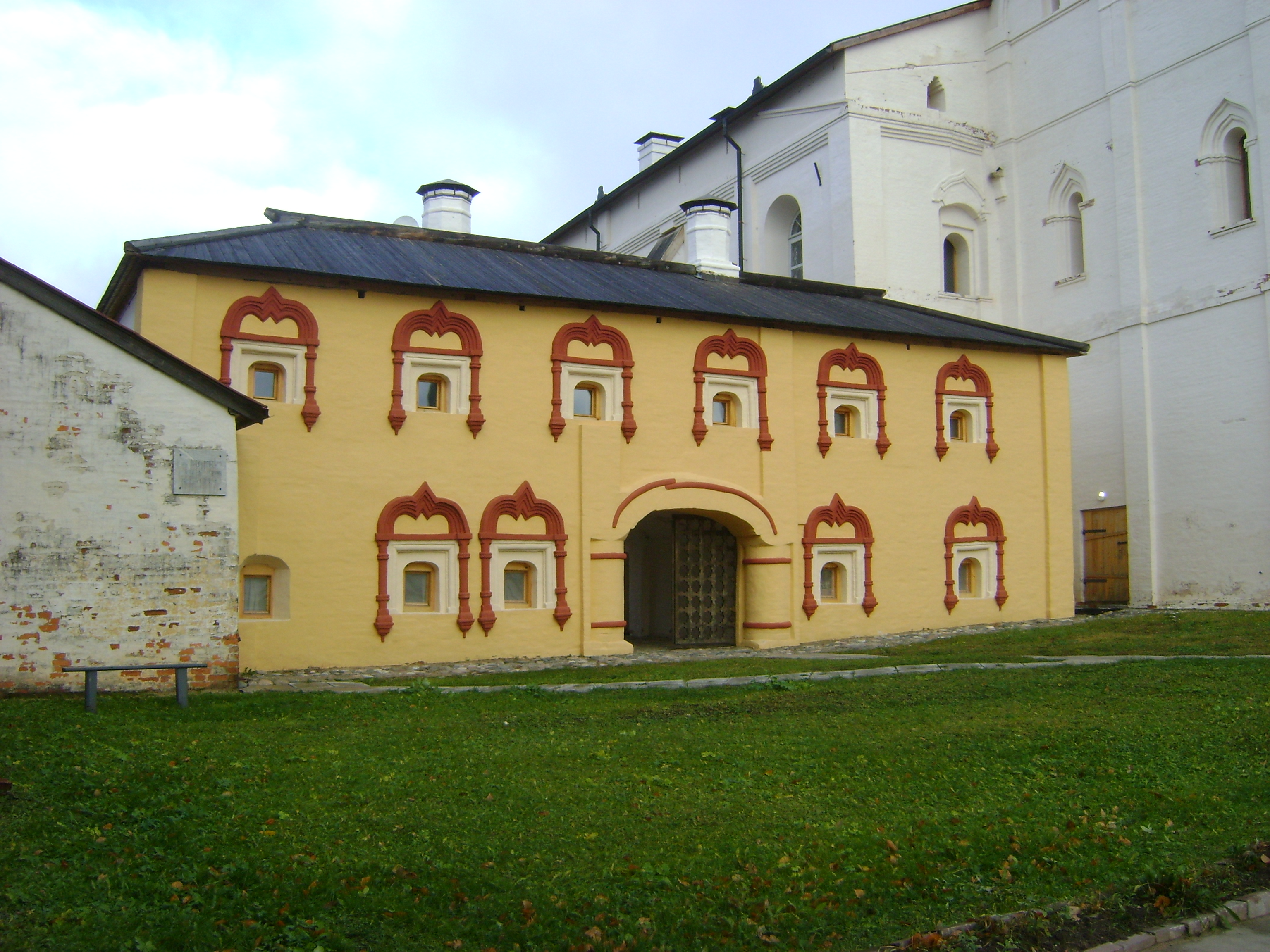
Южный фасад
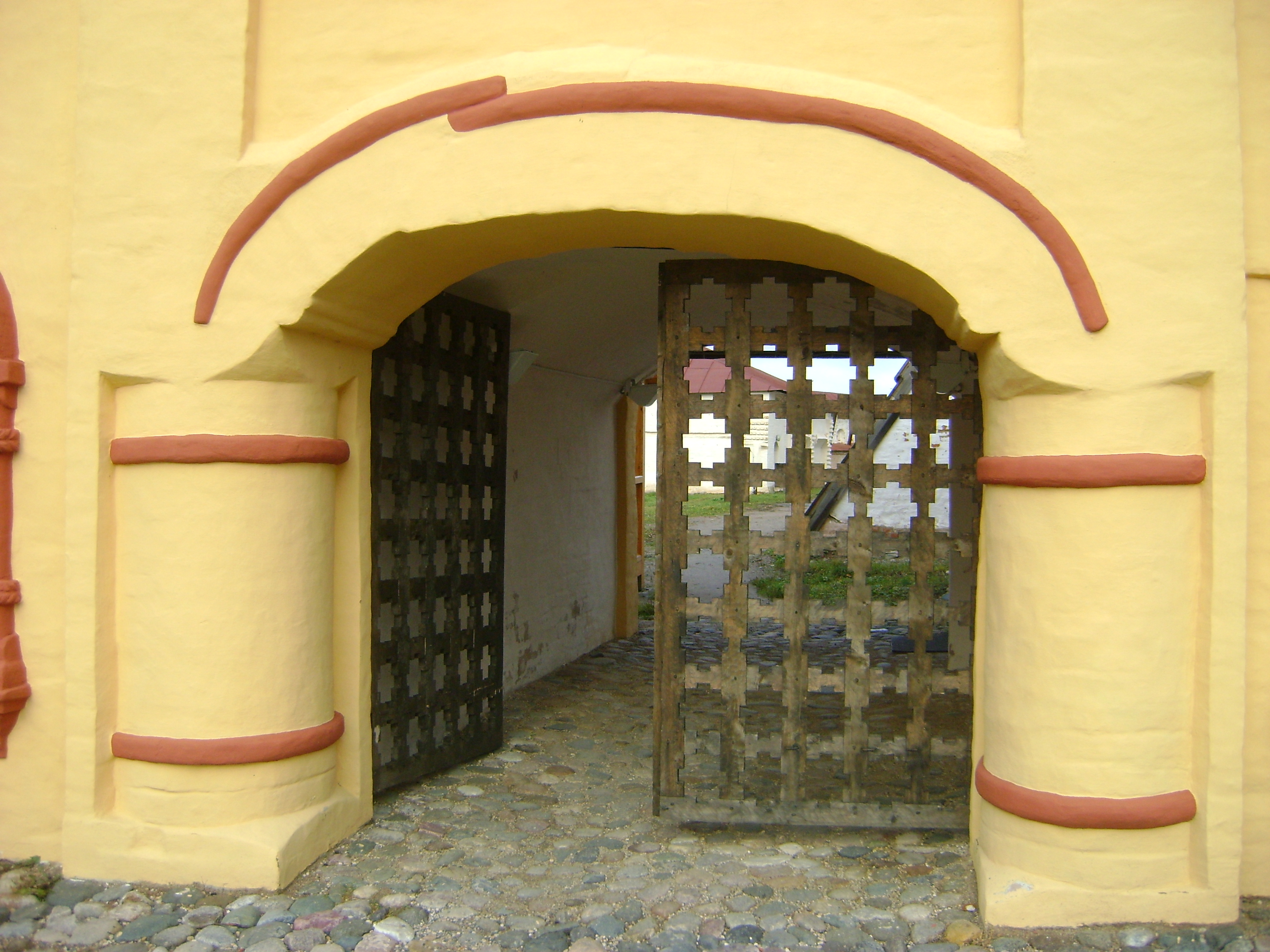
Арка проезда — южный фасад
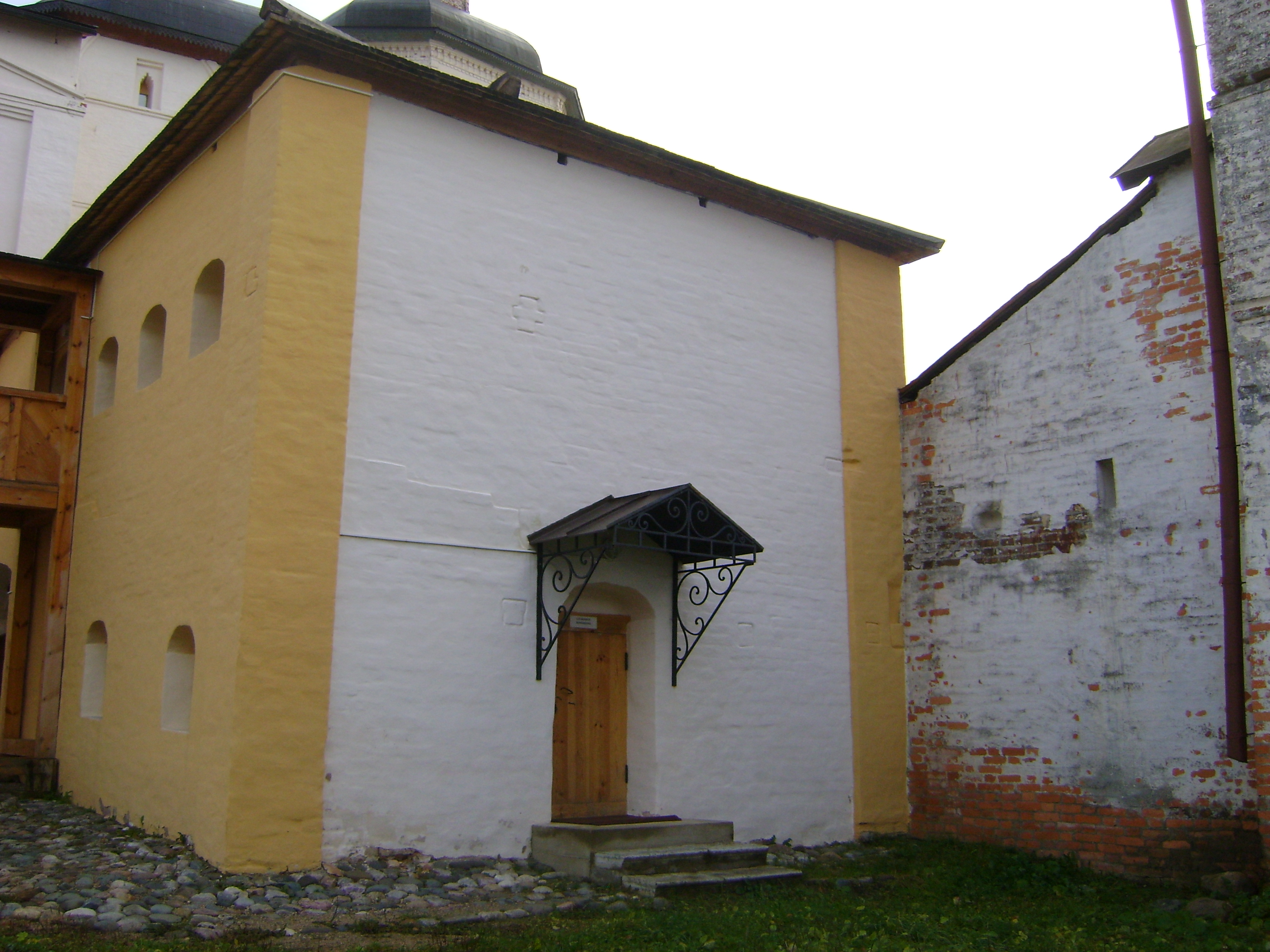
Восточный фасад
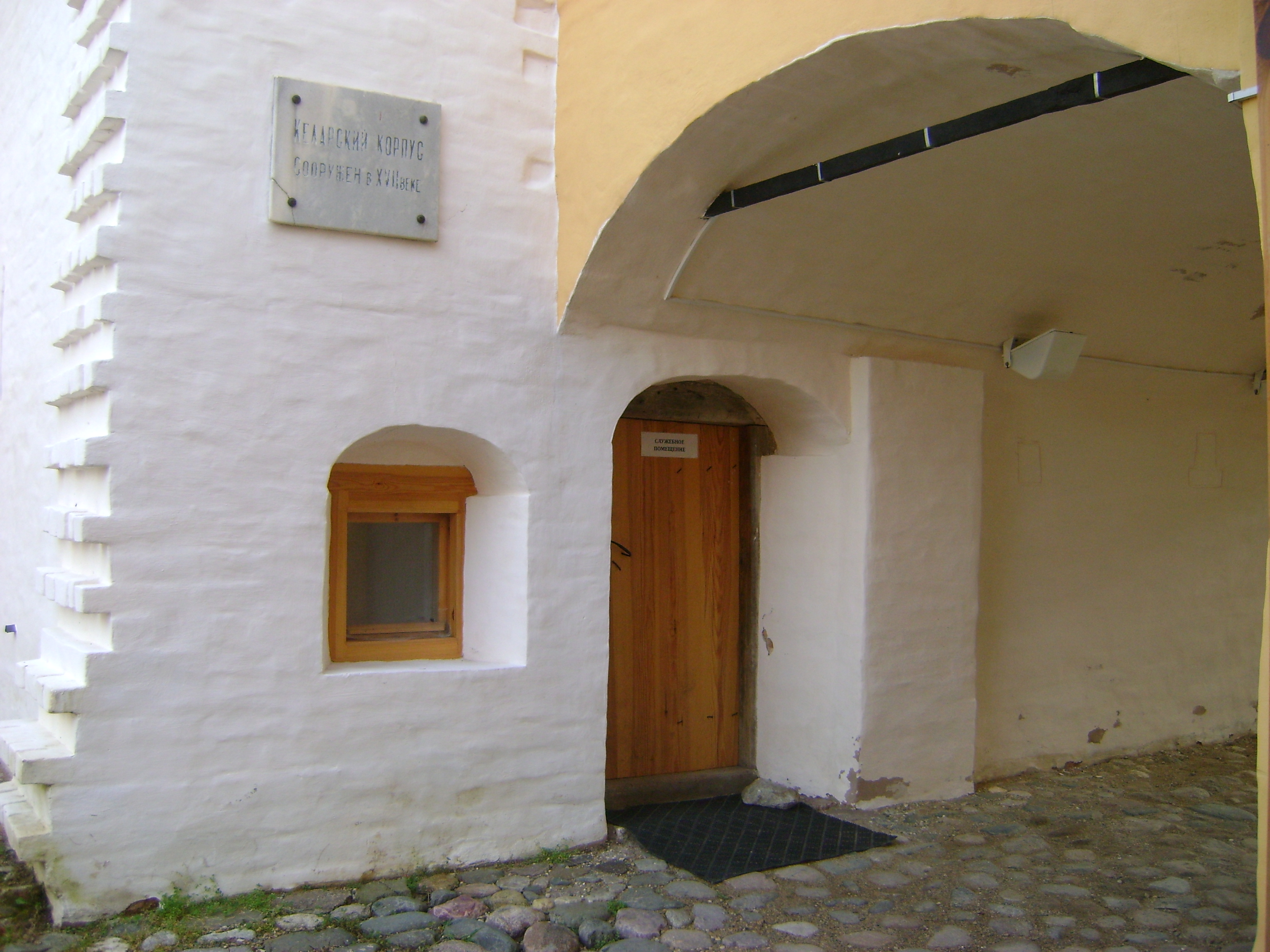
Примыкание арки к ризалиту
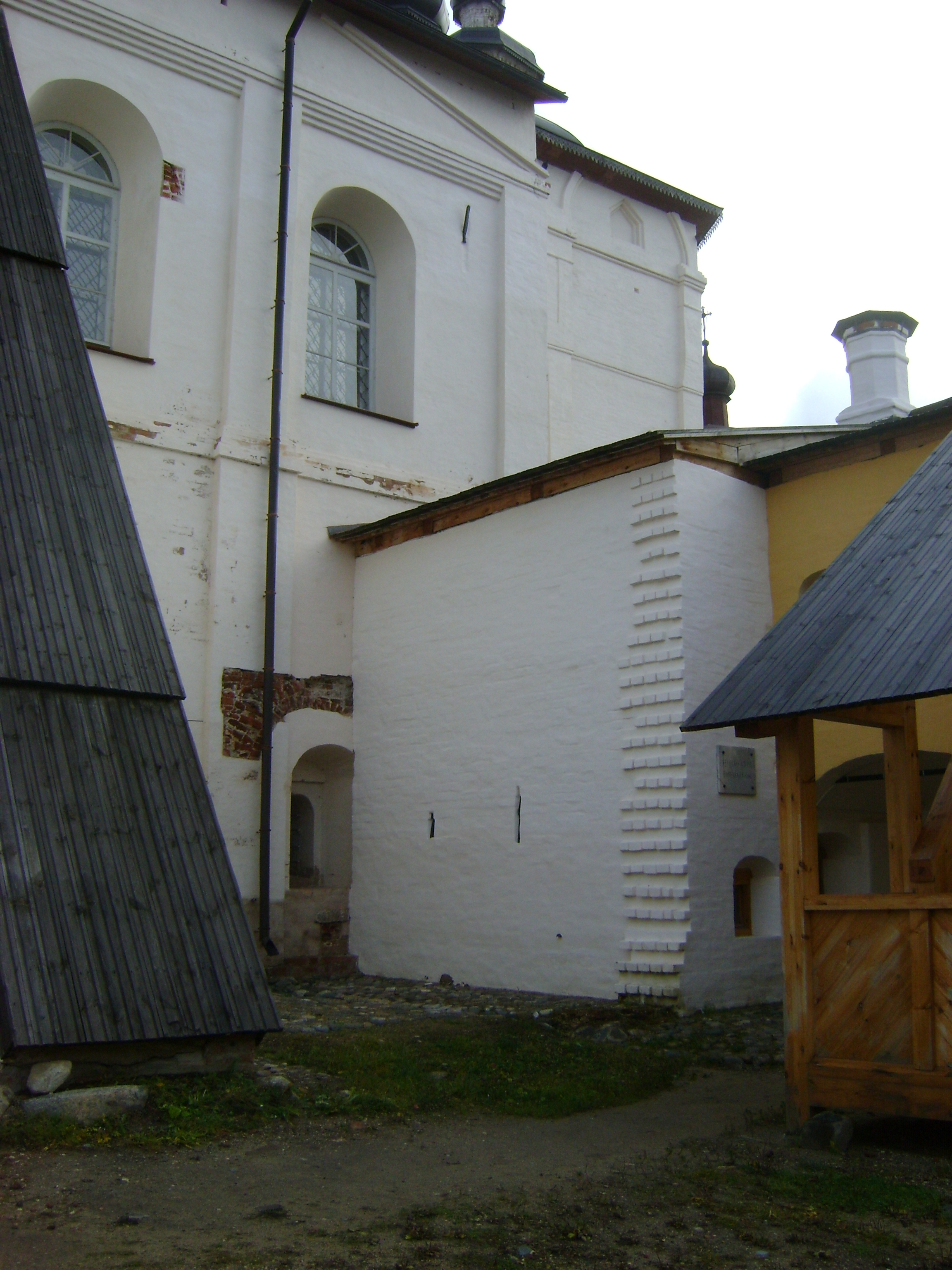
Ризалит
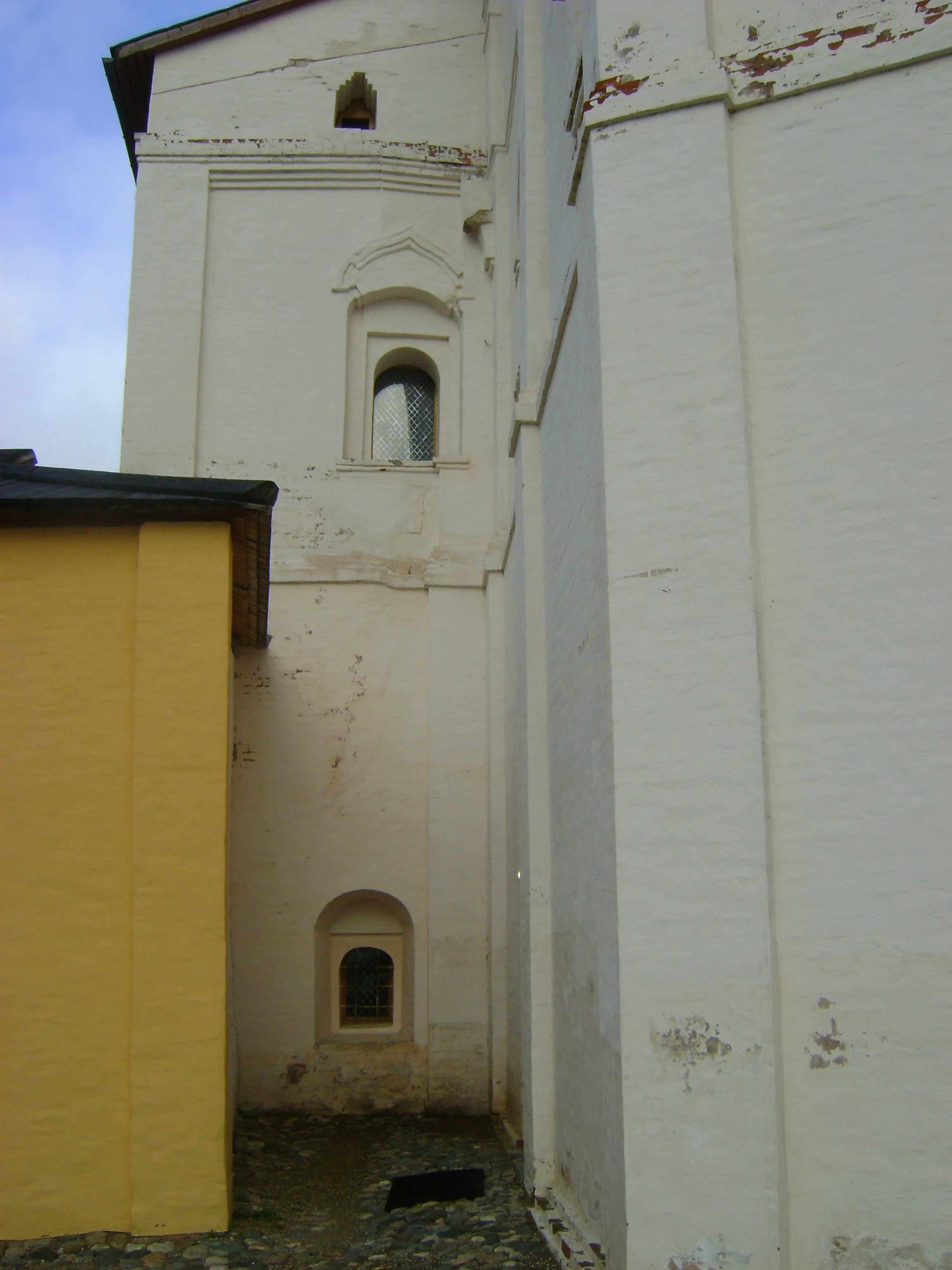
Примыкание к Трапезной палате
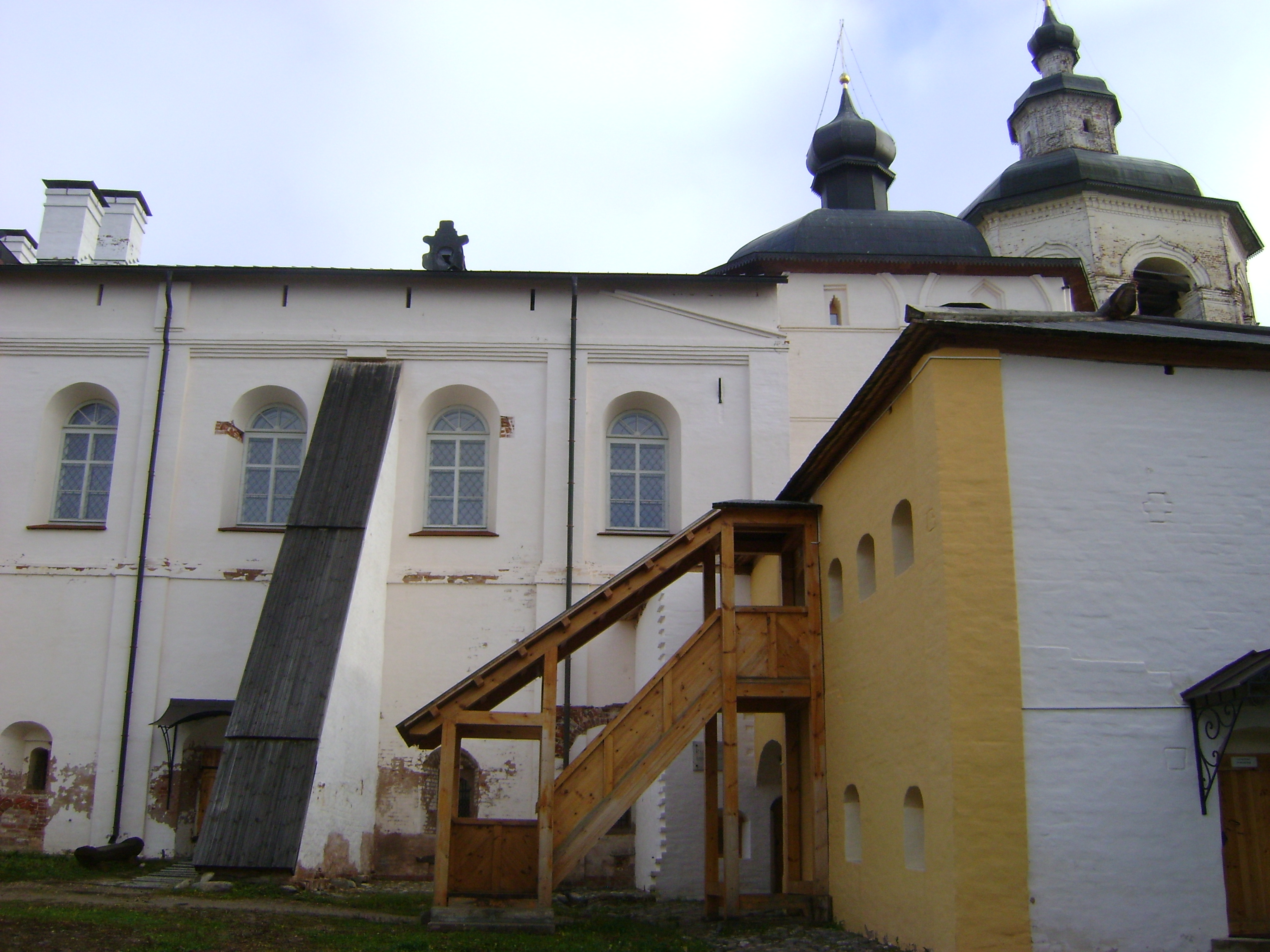
Современная лестница на второй этаж
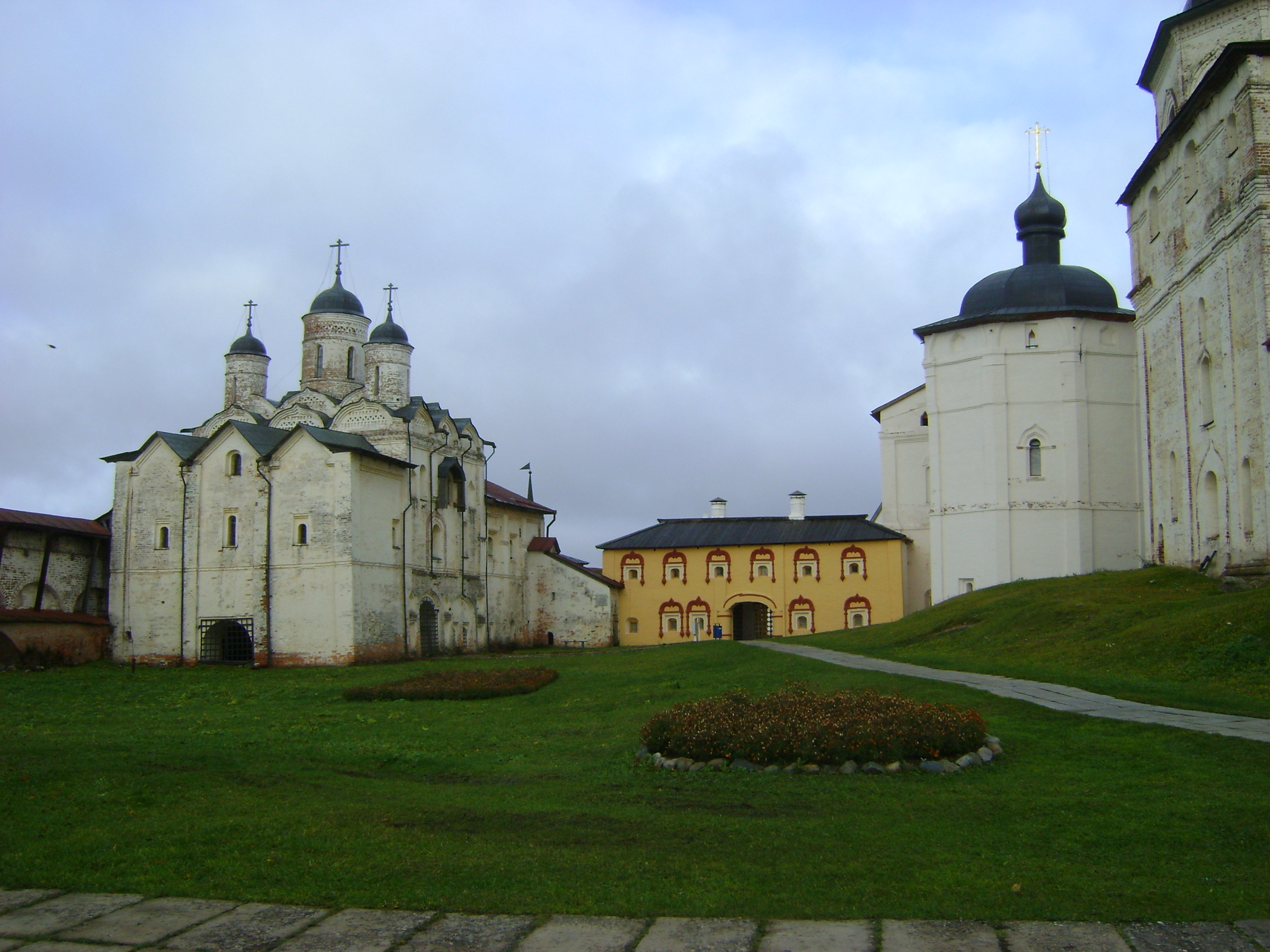
Общий вид в ансамбле
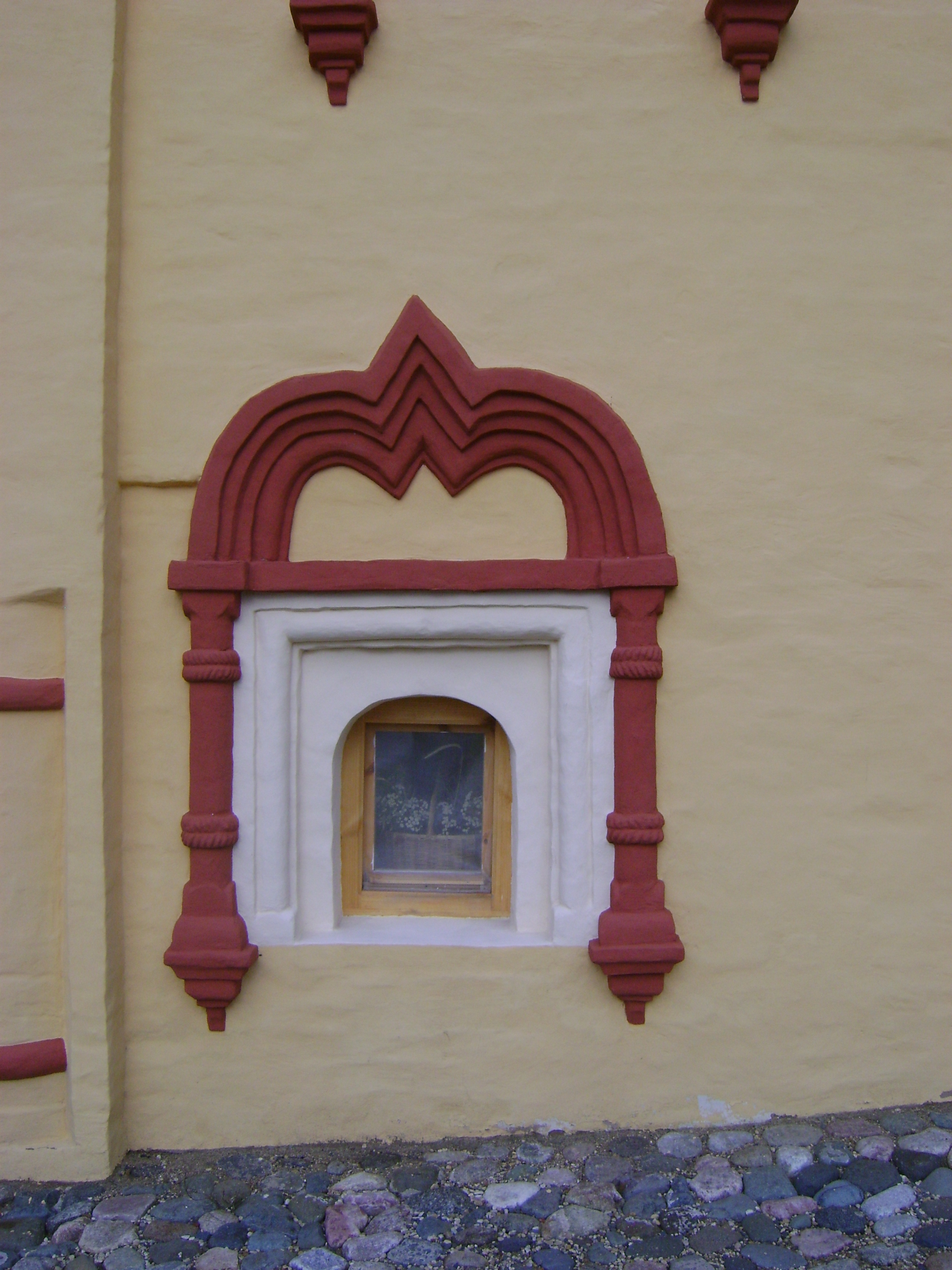
Наличник справа от арки на южном фасаде крупно